# Lloro galtadaurat
El lloro galtadaurat (Pyrilia barrabandi) és una espècie d'ocell de la família dels psitàcids que habita bosc i selva humida del sud-est de Colòmbia, sud de Veneçuela, est de l'Equador i del Perú, nord de Bolívia i oest de l'Amazònia del Brasil.